# Изучая Лессинга
«Изучая Лессинга» — российский короткометражный фильм Александра Карпиловского по одноимённому рассказу Юрия Рогозина 2005 года.

## Сюжет
Приятели заключают пари о том, кто из них будет «изучать Лессинга» с самой неприступной и загадочной девушкой группы. Для одного из них предстоящая ночь станет настоящим испытанием.

Фильм о становлении личности в угаре полового созревания— Оператор фильма Евгений Хлопецкий

## В ролях
- Евгений Крайнов
- Марина Орёл
- Ангелина Миримская

## Художественные особенности
Это безбюджетная картина целиком снята с рук. Рваный монтаж и динамичная камера. Соблюдалось только правило восьмёрки, и то не всегда. Такой «грязный» подход к изображению убивает двух зайцев:
1. Позволяет вставлять в монтаж куски репетиций, случайный смех, выражение лиц, не относящееся к игровой ситуации. (Камера практически не выключалась). Грамотные вставки этого «мусора» делают персонажей полифоничными.
2. Возникает эффект присвоения: как будто этот фильм снял и показывает тебе друг Васька, сосед по подъезду, но необходимо, чтобы в истории присутствовал нерв, оправдывающий такую камеру, и людей в кадре должно быть много. Если так снять двух спокойных собеседников в пустой комнате, сцена получится тошнотворная.

Очень понравилось снимать «по инстинкту», без утверждённых заранее планов. Включается какое-то двадцать шестое чувство.— Оператор фильма Евгений Хлопецкий

## Награды[2]
- 2005 — XII Фестиваль студенческих и дебютных фильмов «Святая Анна»
  - Третья премия.
- 2005 — Открытый фестиваль социальных кино- и телепрограмм «Вятка»
  - Диплом за лучший короткометражный фильм.